# Butch van Breda Kolff
Willem Hendrik "Butch" van Breda Kolff (Glen Ridge, Nueva Jersey, 28 de octubre de 1922-Spokane, Washington, 22 de agosto de 2007) fue un jugador y entrenador de baloncesto estadounidense que jugó cuatro temporadas entre la BAA y la NBA, además de entrenar nueve temporadas en la misma competición y una más en la ABA. Con 1,91 metros de estatura, lo hacía en la posición de escolta. Era el padre del que fue también jugador y entrenador Jan van Breda Kolff.

## Trayectoria deportiva

### Jugador
Tras jugar en su etapa de universitario con los Tigers de la Universidad de Princeton, en 1946 fichó como profesional con los New York Knicks de la entonces denominada BAA. Allí disputó 4 temporadas, siendo la más destacada la 1948-49, en la que promedió 7,0 puntos y 2,4 asistencias por partido.

### Entrenador
Su carrera como entrenador comenzó en la Universidad Lafayette, donde permaneció entre 1951 y 1955, y con la que no renovó porque le negaron un aumento de sueldo de 200 dólares al año. De ahí pasó a la Universidad Hofstra donde entrenó durante 7 temporadas, para recalar en Princeton, donde en 1965 clasificaría al equipo para la Final Four, ganando el prestigioso Henry Iba Award al mejor entrenador del año, y el Entrenador del Año de la NABC, que entrega a Asociación Nacional de Entrenadores.
En 1967 ficha por Los Angeles Lakers, sustituyendo en el banquillo a Fred Schaus, y en su primera temporada lleva al equipo a las Finales, donde caen ante Boston Celtics por 4-2. Al año siguiente se repetiría la misma final, volviendo a perder, esta vez en el séptimo y definitivo partido, no siendo renovado en el puesto, y fichando en la temporada siguiente por Detroit Pistons.
En la temporada 1970-71 llevó a los Pistons a su primer balance positivo en la liga regular, con 45 victorias y 37 derrotas, pero no logró clasificarse para los playoffs. Tras tres temporadas en Detroit, en 1972 ficha por Phoenix Suns, pero tras 7 partidos es destituido. Al año siguiente firma como entrenador y general manager de los Memphis Tams de la ABA, donde permanece una temporada en la que solo logra 21 victorias.
Al año siguiente se convierte en el primer entrenador de la nueva franquicia de la NBA, los New Orleans Jazz, donde permanece 2 temporadas y media hasta ser destituido después de 26 partidos de la temporada 1976-77. Tras quedarse sin equipo profesional, regresa al baloncesto colegial, dirigiendo durante dos temporadas a la Universidad de Nueva Orleans, y posteriormente hace una incursión en el baloncesto femenino dirigioendo a las New Orleans Pride de la Women’s Professional Basketball League, hasta que la liga desaparece en 1981. Tras verse de nuevo sin equipo, se aleja del deporte durante dos años en los que se dedica a ser vendedor puerta a puerta, hasta que logra por fin entrenar a un equipo de high school. En entonces, en 1984 cuando recibe la llamada de la universidad de Lafayette, donde él había sido entrenador 30 años atrás, pidiéndole consejo para contratar un entrenador, ofreciéndose él mismo. Entrenó a los Leopards durante 4 temporadas, regresando entonces de nuevo a Hofstra, donde permaneció 6 años más, hasta 1994, cuando ya con 71 años decidió retirarse definitivamente.

## Estadísticas de su carrera en la NBA

### Temporada regular
| Temporada | Edad | Equipo   | Liga  | P   | TIT | MIN | TC  | TCA | %TC  | TL  | TLA | %TL  | R.OF. | R.DEF. | REB | ASIS | ROB | TAP | PER | FP  | PTS |
| 1946-47   | 24   | New York | BAA   | 16  |     |     | 0.4 | 2.1 | .206 | 0.7 | 1.1 | .647 |       |        |     | 0.4  |     |     |     | 0.6 | 1.6 |
| 1947-48   | 25   | New York | BAA   | 44  |     |     | 1.2 | 4.4 | .276 | 1.7 | 2.7 | .617 |       |        |     | 0.7  |     |     |     | 1.8 | 4.1 |
| 1948-49   | 26   | New York | BAA   | 59  |     |     | 2.2 | 6.8 | .317 | 2.7 | 4.1 | .671 |       |        |     | 2.4  |     |     |     | 2.5 | 7.0 |
| 1949-50   | 27   | New York | NBA   | 56  |     |     | 1.0 | 3.0 | .329 | 1.7 | 2.4 | .716 |       |        |     | 1.4  |     |     |     | 2.0 | 3.7 |
| Total     |      |          | TOTAL | 175 |     |     | 1.4 | 4.5 | .305 | 2.0 | 2.9 | .669 |       |        |     | 1.5  |     |     |     | 2.0 | 4.7 |
|           |      |          | BAA   | 119 |     |     | 1.6 | 5.3 | .298 | 2.1 | 3.2 | .653 |       |        |     | 1.5  |     |     |     | 2.0 | 5.2 |
|           |      |          | NBA   | 56  |     |     | 1.0 | 3.0 | .329 | 1.7 | 2.4 | .716 |       |        |     | 1.4  |     |     |     | 2.0 | 3.7 |

### Playoffs
| Temporada | Edad | Equipo   | Liga  | P  | MIN | TCA | TC | TLA | TL | R.OF. | REB | ASIS | FP | PTS | %TC  | %3P | %FT  | MIN | PTS | REB | AST |
| 1946-47   | 24   | New York | BAA   | 5  |     | 7   | 32 | 7   | 13 |       |     | 4    | 5  | 21  | .219 |     | .538 |     | 4.2 |     | 0.8 |
| 1947-48   | 25   | New York | BAA   | 3  |     | 6   | 16 | 10  | 14 |       |     | 2    | 8  | 22  | .375 |     | .714 |     | 7.3 |     | 0.7 |
| 1948-49   | 26   | New York | BAA   | 6  |     | 15  | 40 | 19  | 23 |       |     | 7    | 14 | 49  | .375 |     | .826 |     | 8.2 |     | 1.2 |
| 1949-50   | 27   | New York | NBA   | 1  |     | 0   | 0  | 0   | 0  |       |     | 0    | 2  | 0   |      |     |      |     | 0.0 |     | 0.0 |
| Total     |      |          | TOTAL | 15 |     | 28  | 88 | 36  | 50 |       |     | 13   | 29 | 92  | .318 |     | .720 |     | 6.1 |     | 0.9 |
|           |      |          | BAA   | 14 |     | 28  | 88 | 36  | 50 |       |     | 13   | 27 | 92  | .318 |     | .720 |     | 6.6 |     | 0.9 |
|           |      |          | NBA   | 1  |     | 0   | 0  | 0   | 0  |       |     | 0    | 2  | 0   |      |     |      |     | 0.0 |     | 0.0 |

## Fallecimiento
Butch van Breda Kolff falleció el 22 de agosto de 2007 en Spokane, Washington, donde llevaba residiendo hacía un año ingresado en una residencia, víctima de múltiples enfermedades, entre ellas Parkinson y neumonía.